# Gen LYST
El gen  LYST   de lysosomal trafficking regulator, regulador de tráfico lisosomal, también conocido como CHS; CHS1, codifica una proteína que regula el tráfico proteico intracelular en los endosomas y está involucrado en la pigmentación.

Las mutaciones en este gen están asociadas con el síndrome de Chediak-Higashi (CHS), un trastorno de almacenamiento lisosomal. El splicing alternativo da como resultado múltiples variantes de transcripción(isoformas de ARNm), aunque la naturaleza completa de algunas de estas variantes no ha sido determinada.

### Estructura del gen
El número de exones correspondiente al gen LYST de Homo sapiens es de 61, mientras que sus isoformas generadas por el splicing alternativo son aproximadamente 8.

#### Mapeo del gen
Ubicación citogenética: 1q42.3, que es el brazo largo (q) del cromosoma 1 en la posición 42.3. Ubicación molecular: pares de bases 235,661,031 a 235,883,708 en el cromosoma 1 (Homo sapiens Annotation Release 109, GRCh38.p12) (NCBI).

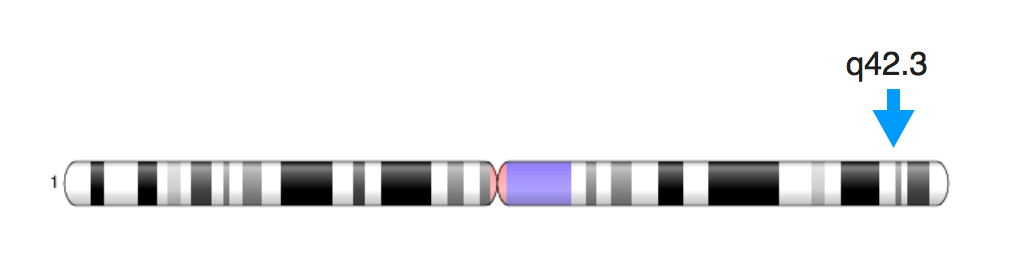
Locus de la mutación del gen LYST en el cromosoma 1 de Homo sapiens.

## Función
El gen LYST (también conocido como CHS1) proporciona instrucciones para fabricar una proteína de 429 kDa conocida como el regulador del tráfico lisosómico. Los investigadores creen que esta proteína juega un papel en el transporte (tráfico) de materiales en estructuras llamadas lisosomas. Los lisosomas actúan como centros de reciclaje dentro de las células. Usan enzimas digestivas para descomponer sustancias tóxicas, digerir las bacterias que invaden la célula y reciclar los componentes de las células desgastadas. Aunque la proteína reguladora del tráfico lisosomal participa en la función normal de los lisosomas, se desconoce su función exacta. Los estudios sugieren que esta proteína puede ayudar a determinar el tamaño de los lisosomas y regular su movimiento dentro de las células.
La proteína codificada contiene varios dominios distintos implicados en diferentes aspectos del tráfico vesicular: ARM / HEAT, PH, BEACH y WD-40.

## Mutaciones

#### Variantes comunes
Posición de la variante: 1563
- Tipo de variante: enfermedad

- Cambio de residuos: de arginina (R) a histidina (H) en la posición 1563 (R1563H, p.Arg1563His).

- Propiedades físico-químicas: cambio de tamaño grande y básico (R) a mediano y polar (H)

Información de la secuencia
- Posición de variante: 1563

- Longitud de la secuencia de proteína: 3801

- Ubicación en la secuencia: GSKALMIQVWADPHNATLIF R VCMDSNDDMKAVLLAQVESQ[3]

Posición de la variante: 1999
- Tipo de variante: Enfermedad
- Cambio de residuos: de valina (V) a aspartato (D) en la posición 1999 (V1999D, p.Val1999Asp).
- Propiedades fisicoquímicas: cambio de tamaño mediano e hidrofóbico (V) a mediano y ácido (D).

Información de la secuencia
- Posición variante: 1999
- Longitud de la secuencia de proteína: 3801
- Ubicación en la secuencia: GQLTPMPREVCRSFVKIIAE V LGSPPDLELLTIIFNFLLAV.[4]

Posición de la variante: 1397
- Tipo de variante: Enfermedad
- Cambio de residuos: de fenilalanina (F) a valina (V) en la posición 1397 (F1397V, p.Phe1397Val).
- Propiedades físico-químicas: cambio de tamaño grande y aromático (F) a tamaño mediano e hidrofóbico (V)

Información de secuencia
- Posición variante: 1397
- Longitud de la secuencia de proteína: 3801
- Ubicación en la secuencia: LGILKIIESDTTMSPSQYLT F PLLHAPNLSNGVSSQKYPGI.[5]

#### Casos clínicos.
Síndrome Chediak-Higashi,tipo infantil
- Nagle et al. (1996) identificaron homocigosidad para una deleción en una sola base perteneciente al codón 489 del gen LYST en un niño con el tipo  infantil del síndrome de Chediak-Higashi (214500). La eliminación derivó en un cambio de marco de lectura y una terminación de la traducción de forma prematura en el codón 566.
- En una niña de 1 año con CHS infantil típica manifestada por albinismo oculocutáneo "parcial", fotofobia e inclusiones citoplásmicas en sus glóbulos blancos, Nagle et al. (1996) encontraron una mutación en el marco de lectura, una duplicación de una sola base en el codón 40, GCA en GGCA. La misma mutación había sido identificada previamente por Barbosa et al. (1996). Nagle et al. (1996) aún no habían identificado la segunda mutación en este paciente que presumiblemente era un heterocigoto compuesto.[6]
- En una descendencia de primos hermanos, la muestra  1 de las familias utilizadas por Fukai et al. (1996) para mapear el gen, Karim et al. (1997) encontraron homocigosidad por descenso para una inserción de una base (adenina) en los codones lys633 / lys634 (en un grupo de 6 residuos de adenina). La inserción dio como resultado un cambio de marco de lectura y una terminación de la traducción prematura en el codón 638. Los padres fueron heterocigotos para la mutación. El paciente era un niño beduino kuwaití con CHS infantil grave típico, con cabello plateado y albinismo oculocutáneo, infecciones piógenas recurrentes, linfadenopatía cervical, hepatoesplenomegalia, neutropenia, trombocitopenia leve e IgG sérica baja.
- Karim et al. (1997) encontraron una mutación del marco de lectura en el gen LYST en un niño turco con CHS severa típica de la infancia. Sus padres fueron primos hermanos. Él era homocigoto para una única eliminación de base (adenina) dentro del codón tyr 3197 (TAT), lo que resultó en un cambio de marco de lectura y terminación de traducción en el codón 3258.[6]

Síndrome Chediak-Higashi,tipo adulto.
- En un varón adulto con síndrome de Chediak-Higashi de inicio tardío (214500), Nagle et al. (1996) encontraron homocigosidad para una transición de C a T en el codón 1103, CGA a TGA, dando como resultado una mutación sin sentido.[6]

### Fenotipos
(Modelos de ratón de la enfermedad humana).
Composición alélica: LYSTbg/LYSTbg (Homocigoto)

#### Neoplasma
Susceptibilidad tumoral alterada
- Línea tumoral modificada para ser sensible a la citotoxicidad  de células NK trasplantada en los mutantes resulta en el incremento de la tasa de crecimiento, tiempo de inducción más rápido y una mayor capacidad metastásica del tumor.

Aumento de la incidencia de tumores inducidos
- Mutantes trasplantados con leucemias inducidas  viral y químicamente desarrollan palpable y progresivo crecimiento de tumores más rápido y a una frecuencia más alta que los controles heterocigotos.[7]

#### Pigmentación
Morfología anormal de los melanocitos
- todos los ratones muestran gránulos de melanina gigantes e irregulares en los melanocitos de la retina y la coroides; no observado en ratones de control.

Morfología anormal del melanosoma
- a diferencia de los ratones de control donde los gránulos de eumelanina maduros de la piel, el pelo y los ojos son pequeños, ovoides, profundamente pigmentados y 1-2 micras de diámetro, los gránulos de melanina gigantes presentes en ratones mutantes son muy irregulares y 2-10 micras de diámetro

- los melanosomas son obviamente agrandados y, a menudo, agregados

Forma anormal del gránulo de melanina del eje del pelo
- todos los ratones muestran gránulos de melanina gigantes e irregulares en la médula y la corteza del pelo; no observado en ratones de control.[7]

#### Morfología celular
Morfología lisosómica anormal
- Se detectan lisosomas anormales con altos niveles de actividad de fosfatasa ácida en 15 de los 23 tejidos examinados, incluidos el hígado, el riñón, el páncreas, la corteza cerebral, el cerebelo, la médula espinal, la médula ósea, la sangre periférica, el yeyuno y la glándula tiroides suprarrenal. , gástricas, lagrimales, glándulas submaxilares y glándulas sudoríparas de la almohadilla plantar • los lisosomas anómalos se agrandan, a menudo tienen un tamaño y una forma más variables y muestran una tendencia a agregarse

- la extensión de la anomalía varía de un tejido a otro y dentro de las células de un tejido dado, que van desde la ampliación extensa y la agregación de lisosomas en el hígado hasta un ligero aumento de tamaño en las glándulas sudoríparas de la almohadilla plantar

- las alteraciones más llamativas ocurren en las células del parénquima hepático, las células del túbulo proximal del riñón, las células de Purkinje del cerebelo y los granulocitos de la médula ósea y la sangre periférica; no se detectó actividad de fosfatasa ácida en los melanocitos del ojo y la piel donde los gránulos de melanina no se han establecido como lisosomas

- La microscopía electrónica de hígado y riñón reveló lisosomas agrandados que contienen numerosas inclusiones lipídicas

- no se detectan alteraciones en la morfología lisosomal en el músculo estriado, el duodeno, el esófago, el epidídimo, el bazo o el nódulo del bazo

- los mutantes exhiben fusión de lisosomas recién formados en los promocitos y progranulocitos neutrófilos y en monocitos, neutrófilos y eosinófilos maduros, lo que resulta en menos lisosomas, pero muy agrandados

- las alteraciones más llamativas ocurren en las células del parénquima hepático, las células del túbulo proximal del riñón, las células de Purkinje del cerebelo y los granulocitos de la médula ósea y la sangre periférica; no se detectó actividad de fosfatasa ácida en los melanocitos del ojo y la piel donde los gránulos de melanina no se han establecido como lisosomas

- La microscopía electrónica de hígado y riñón reveló lisosomas agrandados que contienen numerosas inclusiones lipídicas

- no se detectan alteraciones en la morfología lisosomal en el músculo estriado, el duodeno, el esófago, el epidídimo, el bazo o el nódulo del bazo

- los mutantes exhiben fusión de lisosomas recién formados en los promocitos y progranulocitos neutrófilos y en monocitos, neutrófilos y eosinófilos maduros, lo que resulta en menos lisosomas, pero muy agrandados.

Acumulación de lisosomas gigantes en células de túbulos renales / riñones
- los mutantes estimulados por andrógenos exhiben una acumulación de lisosomas que contienen glucuronidasa gigante en células de túbulo cerca del límite crotomedular del riñón

Disminución de la secreción de enzima lisosómica
- los mutantes secretan menos unidades de glucuronidasa, beta-galactosidasa y hexosaminidasa que los controles

- los mutantes tratados con andrógenos secretan solo 1/3 a 1/4 de la cantidad de enzimas lisosómicas anteriores como controles

Acumulación de proteína lisosomal
- Los mutantes estimulados por andrógenos exhiben una acumulación de las enzimas lisosómicas, beta-glucuronidasa, beta-galactosidasa y N-acetil-beta-D-glucosaminidasa (hexosaminidasa) en los riñones, lo que indica un proceso defectuoso de extrusión de enzimas lisosómicas a través de la membrana plasmática de células del túbulo renal.[7]

#### Sistema inmune
Morfología eosinófila anormal
- todos los ratones muestran gránulos gigantes en eosinófilos de sangre periférica y médula ósea; no observado en ratones de control

- gránulos gigantes se encuentran en un pequeño porcentaje de células, generalmente solo 1 o 2 dentro de una célula

- los gránulos gigantes son muy irregulares y contienen cantidades excesivas de "cristaloides" agrupados.

Morfología neutrofílica anormal
- todos los ratones muestran gránulos gigantes en neutrófilos a partir de sangre periférica y médula ósea; no observado en ratones de control

- gránulos gigantes se encuentran en un pequeño porcentaje de células, generalmente solo 1 o 2 dentro de una célula

Morfología anormal de los linfocitos
- todos los ratones muestran gránulos gigantes en linfocitos de sangre periférica y médula ósea, con una densidad interna; no observado en ratones de control

- gránulos gigantes se encuentran en un pequeño porcentaje de células, generalmente solo 1 o 2 dentro de una célula

Citotoxicidad mediada por células asesinas naturales dañadas
- Las células del bazo no pueden lisar una variedad de objetivos sensibles a las células asesinas naturales, lo que indica una alteración de la citólisis de NK

- la actividad de lisis de las células asesinas naturales hacia las células tumorales está alterada

Disminución de la citólisis de las células T citotóxicas
- la generación de linfocitos T citotóxicos (CTL) en respuesta al desafío aloinmune in vivo o in vitro se ve afectada.[7]

Alveolitis
- inflamación con infiltración de linfocitos y macrófagos en ratones envejecidos.[7]

### Expresión
Es expresado en abundancia en el timo fetal y adulto , leucocitos de sangre periférica, médula ósea (Fig 2.) y un número significativo de regiones del cerebro adulto.

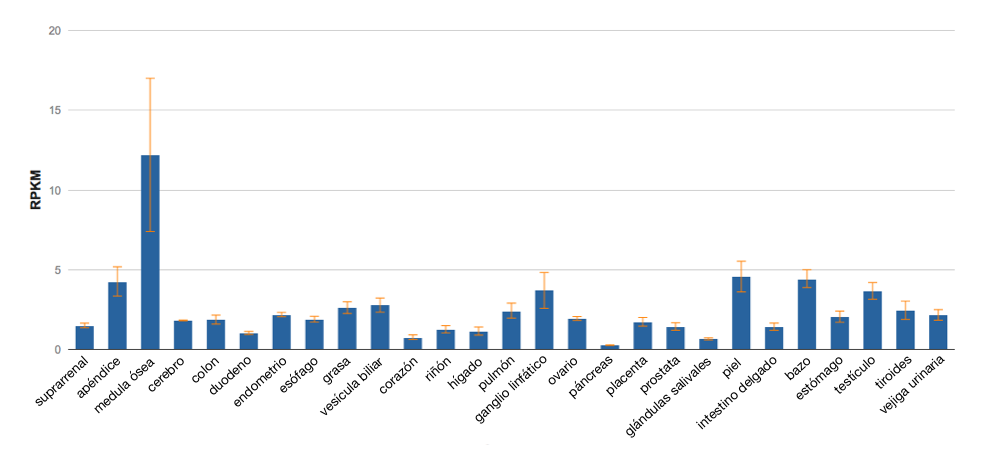
Fig 2.Nivel de expresión del gen LYST en distintos tejidos.

### Ortólogos
Los genes ortólogos son aquellos que presentan homología en dos especies distintas, es decir que provienen de un evento de especiación.

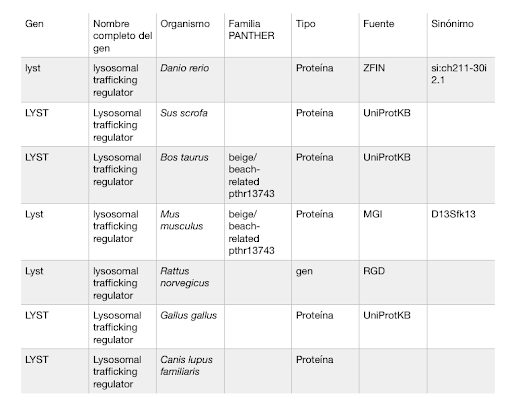
Lista de ortólogos del gen LYST de Homo sapiens.